# واقیناک بکاریان

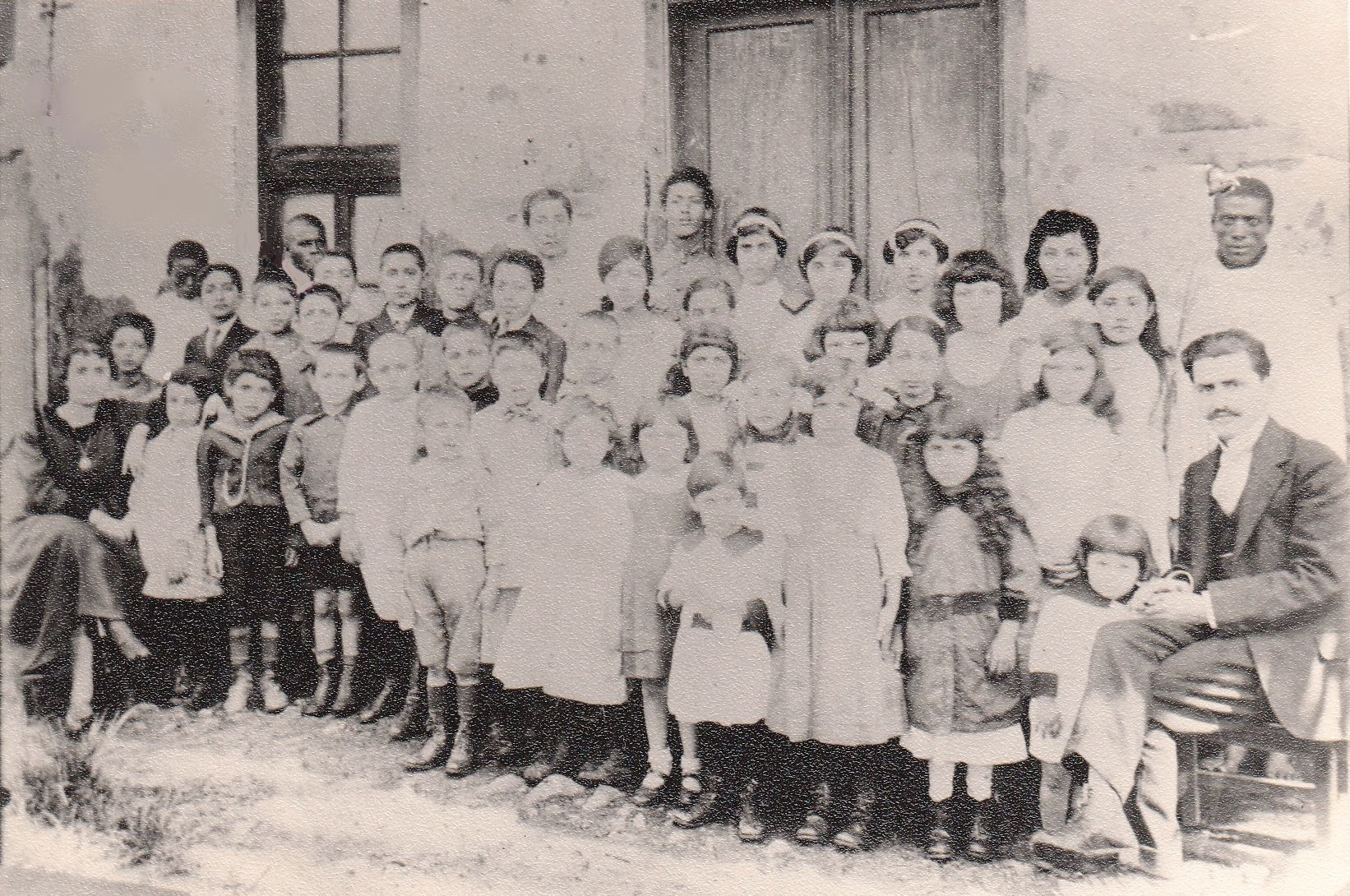
ماری و واقیناک بکاریان همراه با دانش آموزان مدرسه ارمنی در آدیس آبابا (۱۹۱۸)

واقیناک گریگوری بکاریان (ارمنی: Վաղինակ Գրիգորի Բեքարյան؛ انگلیسی: Vaghinag Bekaryan؛ زاده ۵ ژانویهٔ ۱۸۹۱ – درگذشته ۱۵ ژوئن ۱۹۷۵) علوم پرورشی، شاعر، نویسنده اهل ارمنستان بود.

## زندگی‌نامه
تحصیلات ابتدایی را در مدرسه زادگاهش انجام داد و دیرتر در کنستانتینوپل در دبیرستان ارمنی گتروناکان ادامه داد. در سال ۱۹۱۵ بکاریان برای تدریس به حوزه علمیه اورشلیم دعوت شد جایی وی به همراه خانواده اش در روزهای منتهی به نسل‌کشی ارمنی‌ها در آنجا گذراند. پس از  واقعه نسل‌کشی ارمنی‌ها وی به پناهندگان جامعه موسی‌لر در پورت‌سعید تدریس نمود. در سال ۱۹۱۶ جامعه ارمنیان اتیوپی بکاریان را به آدیس آبابا دعوت نمودند جایی که وی در آنجا یک مدرسه ارمنی تاسیس نمود. وی از دانشکده شیمی دانشگاه پلی‌تکنیک ارمنستان فارغ‌التحصیل شده‌است.

## آثار
- Verses - 1925
- "The Fake Bride" (رمان کوتاه) ۱۹۴۵، ۱۹۶۳ ایروان
- "Hell on Earth" (رمان) - ۱۹۵۹، ایروان
- "In Garni", "Teaching Memories", "Childhood Memories" (یک کتاب) - ۱۹۶۷، ایروان
- "You are Innocent" (رمان کوتاه) - ۱۹۷۰، ایروان
- "Vagharshapat" (منتشر نشده)
- "One year in Etchmiadzin" (منتشر نشده)

## نگارخانه

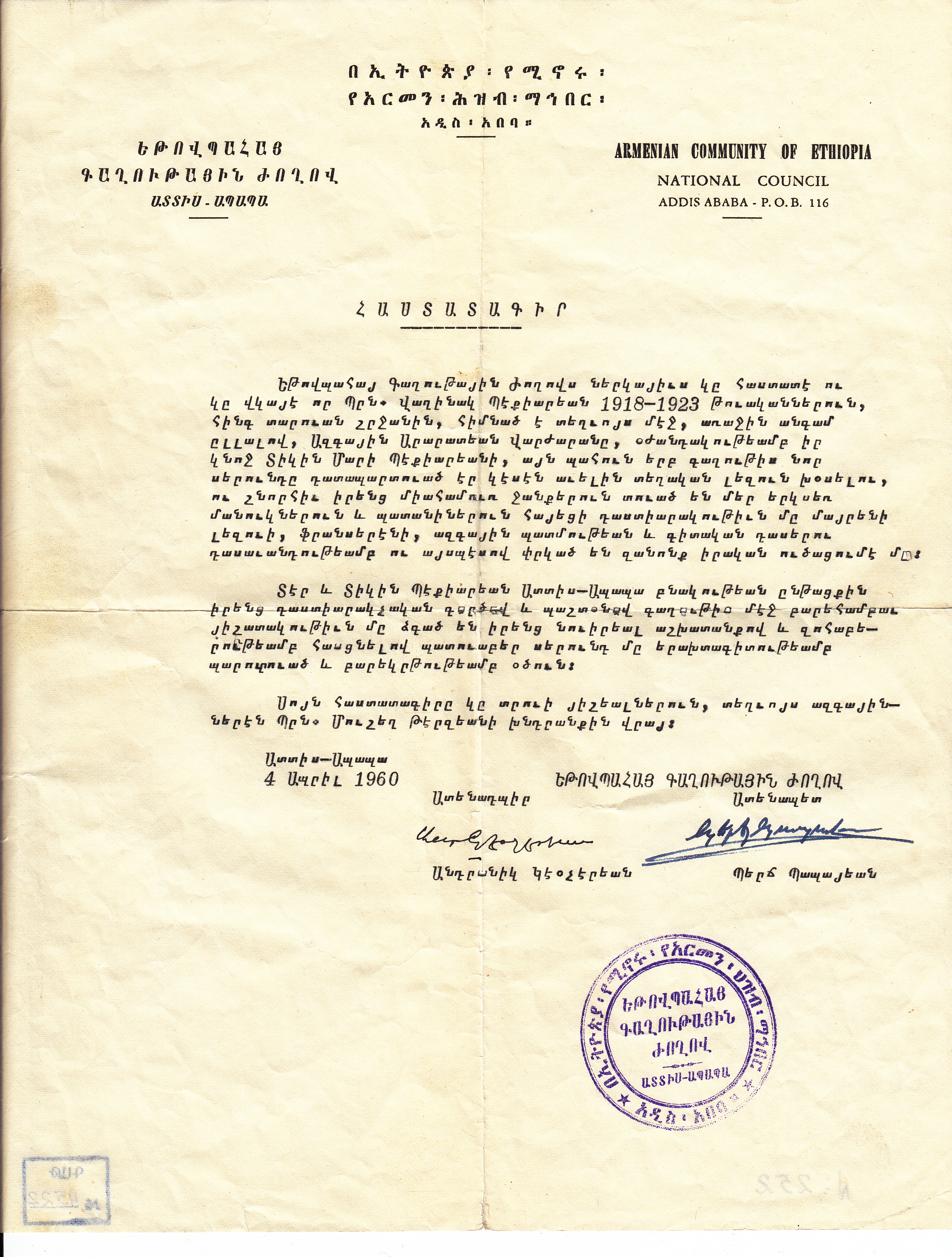